# A Smile from the Trenches
A Smile From The Trenches (abreviado ASFTT) é uma banda de post - hardcore formada em 2006 em Grand Junction, Colorado. A banda conta com o seu albúm de estreia Leave the Gambling for Vegas, lançado em 2009.

## História
Stoney Anderson é o único membro original do ASFTT. Brent Javier, um amigo de escola de Stoney, se juntou à banda no início de 2007. Em 2007, eles ganharam o Ernie Ball Battle of the Bands do Colorado, o que lhes deu um espaço no show de Denver da Warped Tour. Em 2013 lançaram seu álbum, a música Thank You com a participação de Ronnie Radke foi lançada como single.

## Membros
- Stoney Anderson - vocal
- Stephen Johnson - baixo, vocal
- Brent Javier - bateria
- Kristen Polk - guitarra, vocal

## Discografia
- A Smile from the Trenches EP (2007, DC Records)
- Leave the Gambling for Vegas (2009, DC Records)[6]
- Caught Cheating (2012, DC Records)